# Endospermum banghamii
Endospermum banghamii là một loài thực vật có hoa trong họ Đại kích. Loài này được Merr. mô tả khoa học đầu tiên năm 1934.